# گودی‌دار
گودی‌دار (نام علمی: Pholadomya) نام یک سرده از تیره گودی‌داران است.
گودی‌دار نوعی دوکفه‌ای نقب‌زن است که دو صدفش شکافی همیشه باز در عقب دارند. صدف‌های این دوکفه‌ای بسیار برآمده‌اند و رأس‌هایشان به درون خمیده‌اند. روی صدف خطوطی هم‌مرکز و موازی با جهت رشد و شیارهایی شعاعی و واضح، که در قسمت وسط صدف مشخص‌تر هستند، می‌بینیم. این شیارهای شعاعی در بخش‌های پیشین و بیرونی کفه‌ها دیده نمی‌شوند. صدف شیاردار گودی‌دار به ثابت ماندنش روی رسوبات نرم درون نقب کمک می‌کند. این دوکفه‌ای می‌تواند لوله‌های مکنده‌اش را تا حدودی درون حفره‌ای در انتهای پسینِ صدفش جمع کند. این دوکفه‌ای دندانه‌ی لولایی ندارد و رباطش درون فرورفتگی‌های لبه‌ی بیرونی صدف، درست پشت رأس‌ها، قرار گرفته‌است.